# کارل ویدمر
کارل ویدمر (به انگلیسی: Carl Widmer) (زاده ۱۹۰۰ - درگذشت نامشخص) ژیمناست اهل کشور سوئیس بود.
از افتخارات وی میتوان به کسب مدال برنز بخش تیمی در بازی‌های المپیک تابستانی ۱۹۲۴ اشاره کرد.